# Vitterhetssamfundet i Uppsala
Vitterhetssamfundet i Uppsala stiftades i februari 1791 och synes ha ägt bestånd till omkring 1794. Dess ledamöter var studenter, mest av adlig börd, samt en och annan akademisk lärare. 
Bröderna Axel Gabriel, Gustaf Abraham och Fredrik Samuel Silverstolpe, friherre Claes Adolph Fleming, Gustaf Rosén, greve Adolf Göran Mörner, fysikadjunkten (sedermera professorn i astronomi) Lars Regnér, Per Adolf Tham (senare Tamm), skalden Carl Johan Lindegren samt magistrarna Carl Johan Knös, Olof Kolmodin d.y., Johan Stenhammar och Benjamin Höijer var de mest framstående ledamöterna. Fleming blev samfundets förste "direktör" och G. A. Silverstolpe dess förste sekreterare. Till hedersledamot valdes den i dylika vittra föreningsvärv mångbeprövade gustavianen Elis Schröderheim, som då var landshövding i Uppsala län. 
Samfundets vittra ståndpunkt var i mycket överensstämmande med upplysningstidens förståndsriktning och fransk-klassiska smak. Emellertid fanns bland ledamöterna åtskilliga, som snart därefter skulle verksamt ingripa i gestaltningen av en ny tid, och de vittra intressena sköts ofta åt sidan för de politiska. Vitterhetssamfundet frambragte flera vältalighetsprov på prosa än på vers; särskilt är de historisk-politiska av handlingarna icke få. Samfundets handskrivna "handlingar" och "protokoller" förvaras i Uppsala universitetsbibliotek.
Några av samfundets ledamöter var verksamma i det samtida Historiska Sällskapet i Uppsala.